# Pound Puppies (2010)
Pound Puppies is een Amerikaanse tekenfilmserie voor kinderen. De serie gaat over een groep honden in een asiel die baasjes zoeken voor puppy's en volwassenhonden. Het programma begon op 10 oktober 2010 en eindigte op 16 november 2013. In de VS zond het uit op The Hub (nu Discovery Family).
In Belgie was het te zien op VTMKzoom van 2013 tot 2018. Later van 2018 tot 2020 op VTM Kids Jr, en van maart tot april 2020 bij VTM Kids. Ergens in april 2020 werden de herhalingen stopgezet. Het was ook online te zien op VTM Go.